# Oberdorf BL
| BL ist das Kürzel für den Kanton Basel-Landschaft in der Schweiz. Es wird verwendet, um Verwechslungen mit anderen Einträgen des Namens Oberdorf zu vermeiden. |

Oberdorf (BL) ist eine politische Gemeinde im Bezirk Waldenburg des Kantons Basel-Landschaft in der Schweiz.

## Geographie

Historisches Luftbild von Werner Friedli von 1953

Oberdorf liegt im Oberbaselbiet im sogenannten Waldenburgertal an der Vorderen Frenke zwischen Liestal und Waldenburg.
Die Gemeinde Oberdorf grenzt im Norden an Niederdorf, im Osten an Bennwil, im Südosten an Langenbruck, im Süden an Waldenburg, im Südwesten an Liedertswil und im Nordwesten an Titterten.

## Geschichte
Im Mittelalter bildete Oberdorf zusammen mit Niederdorf das Dorf Onoldswil, welches jedoch im Jahre 1295 durch einen Bergsturz teilweise zerstört und in die heutigen Dörfer Oberdorf und Niederdorf geteilt wurde.
Der Ort galt im Bauernkrieg 1653 als Hochburg der Aufständischen und stellte mit Uli Schad einen der Hauptanführer.
Oberdorf war im 18. und 19. Jahrhundert eines der Zentren der Seidenband-Weberei. Gegen Ende des 19. Jahrhunderts entstanden einige Fabriken für Uhren, Uhrenbestandteile und Feinmechanik.

## Verkehr
Das Dorf liegt an der Passstrasse über den Oberen Hauenstein, der die Kantone Basel-Landschaft und Solothurn verbindet. Durch das Dorf verläuft die Waldenburgerbahn von Waldenburg nach Liestal mit den Haltestellen Oberdorf BL und Winkelweg. Diese wurde 2022 komplett erneuert.

## Politik
Der Gemeinderat (Exekutive) besteht aus fünf Stimmberechtigten. Gemeindepräsident (2024–2028) ist Piero Grumelli (Mitte, Stand 2025).
Bei den Schweizer Parlamentswahlen 2023 betrugen die Wähleranteile in Oberdorf: SVP 34,1 % (2019 28,9 %), SP 21,8 % (18,3 %), FDP 13,3 % (13,7 %), Grüne 9,9 % (19,1 %), Mitte 8,9 % (9,1 %), glp 5,0 % (5,3 %), EVP 4,2 % (5,5 %), EDU 1,2 % (–).

## Sehenswürdigkeiten

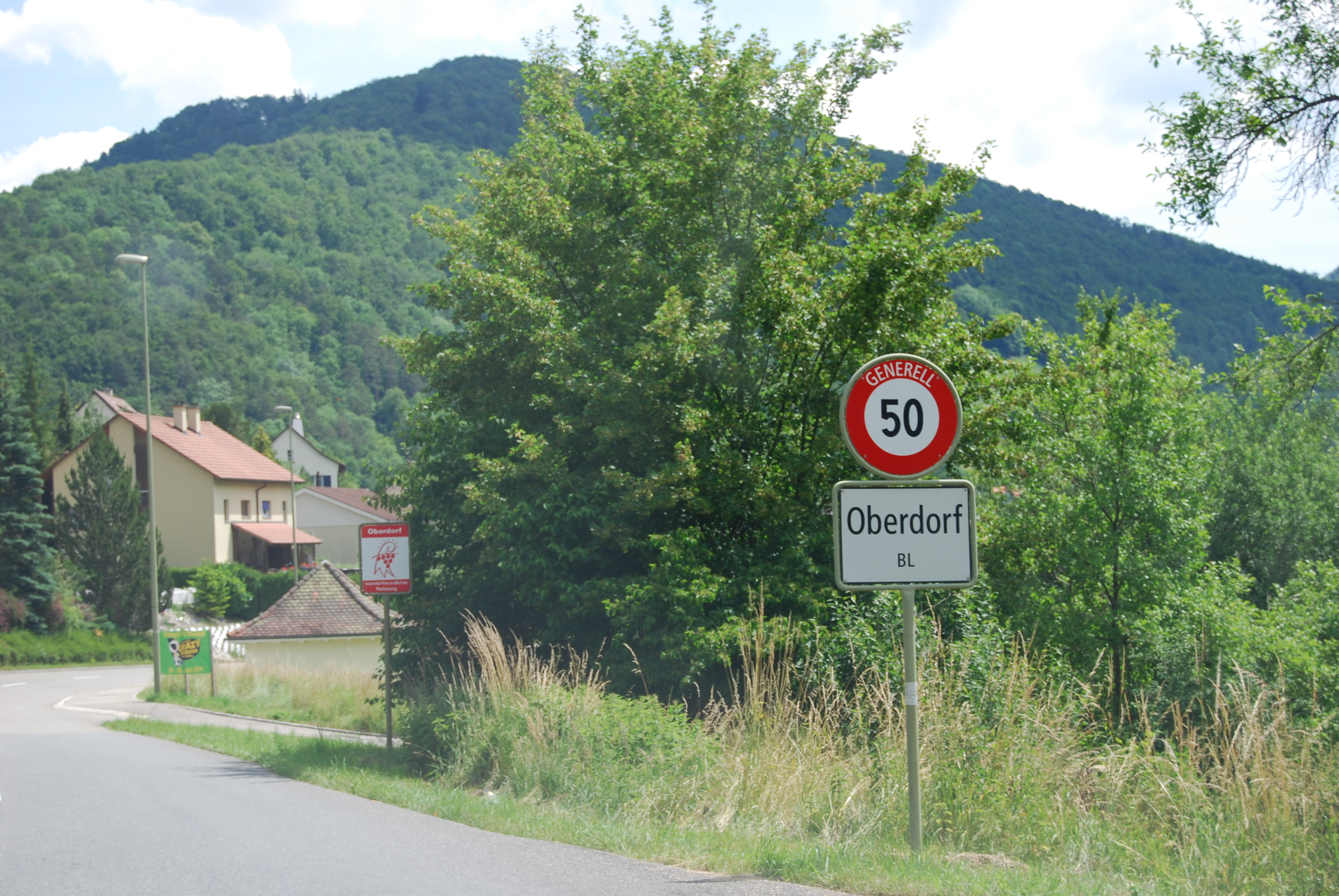
Ortseingang von Liedertswil her kommend
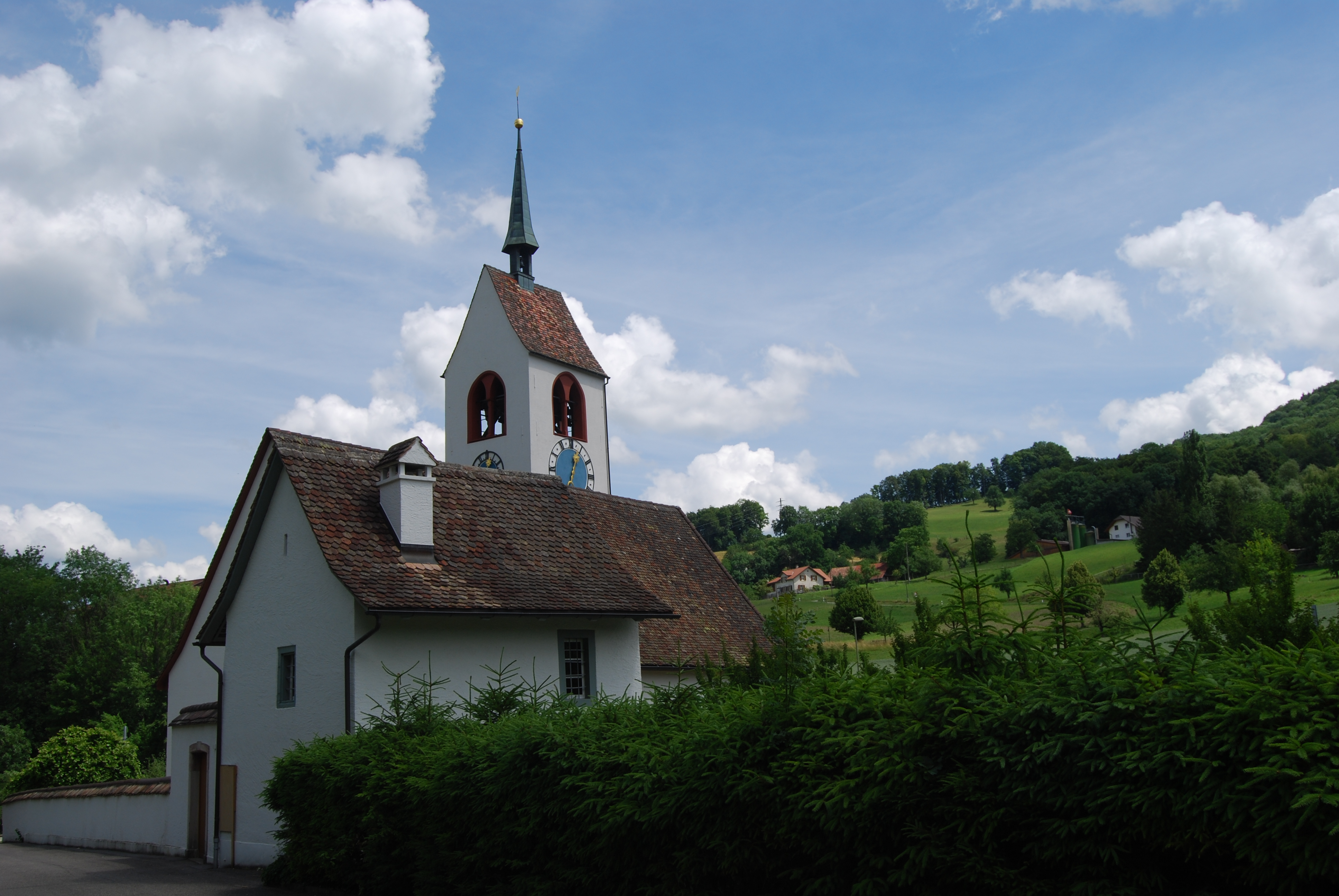
Reformierte Kirche
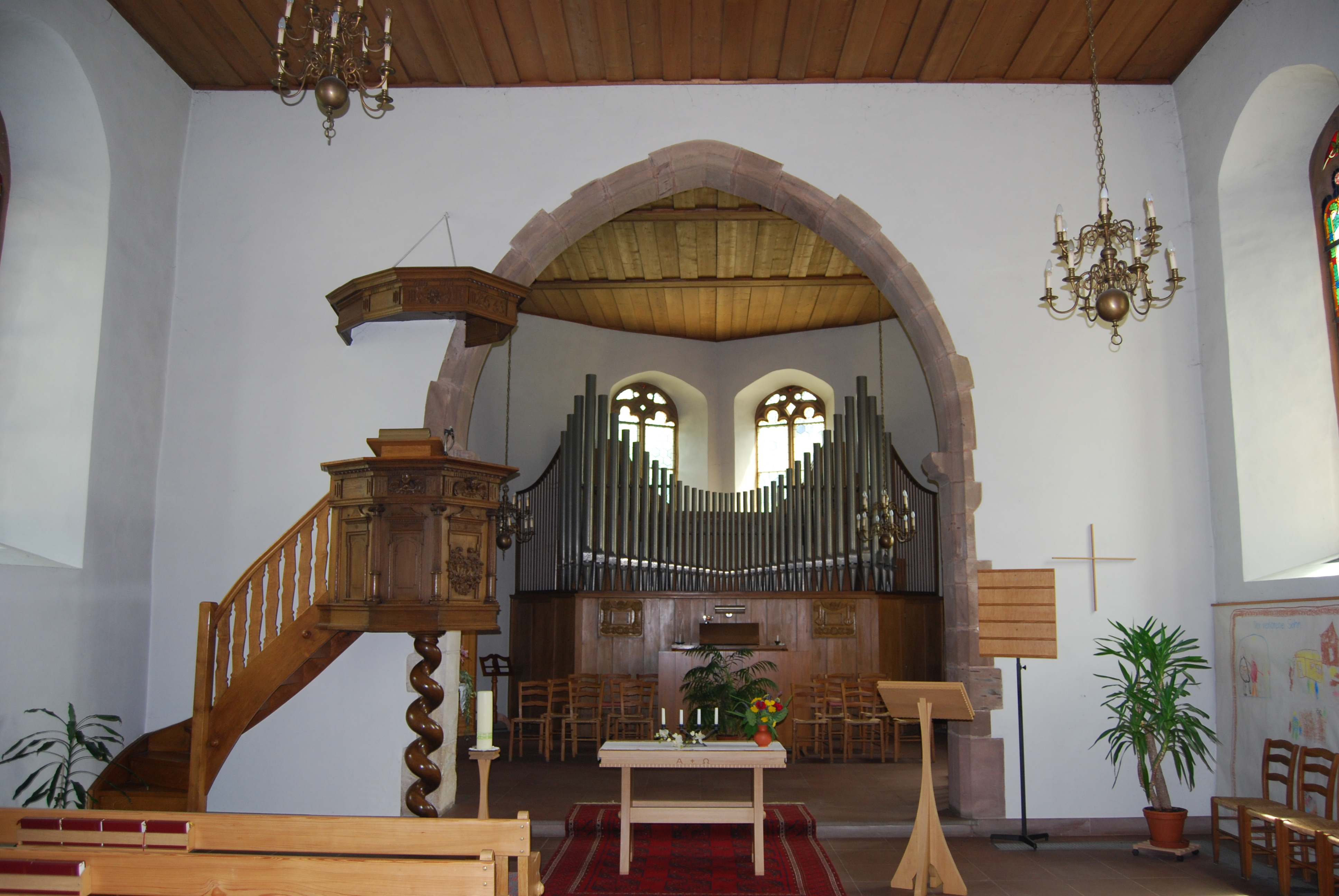
Innenansicht der reformierten Kirche
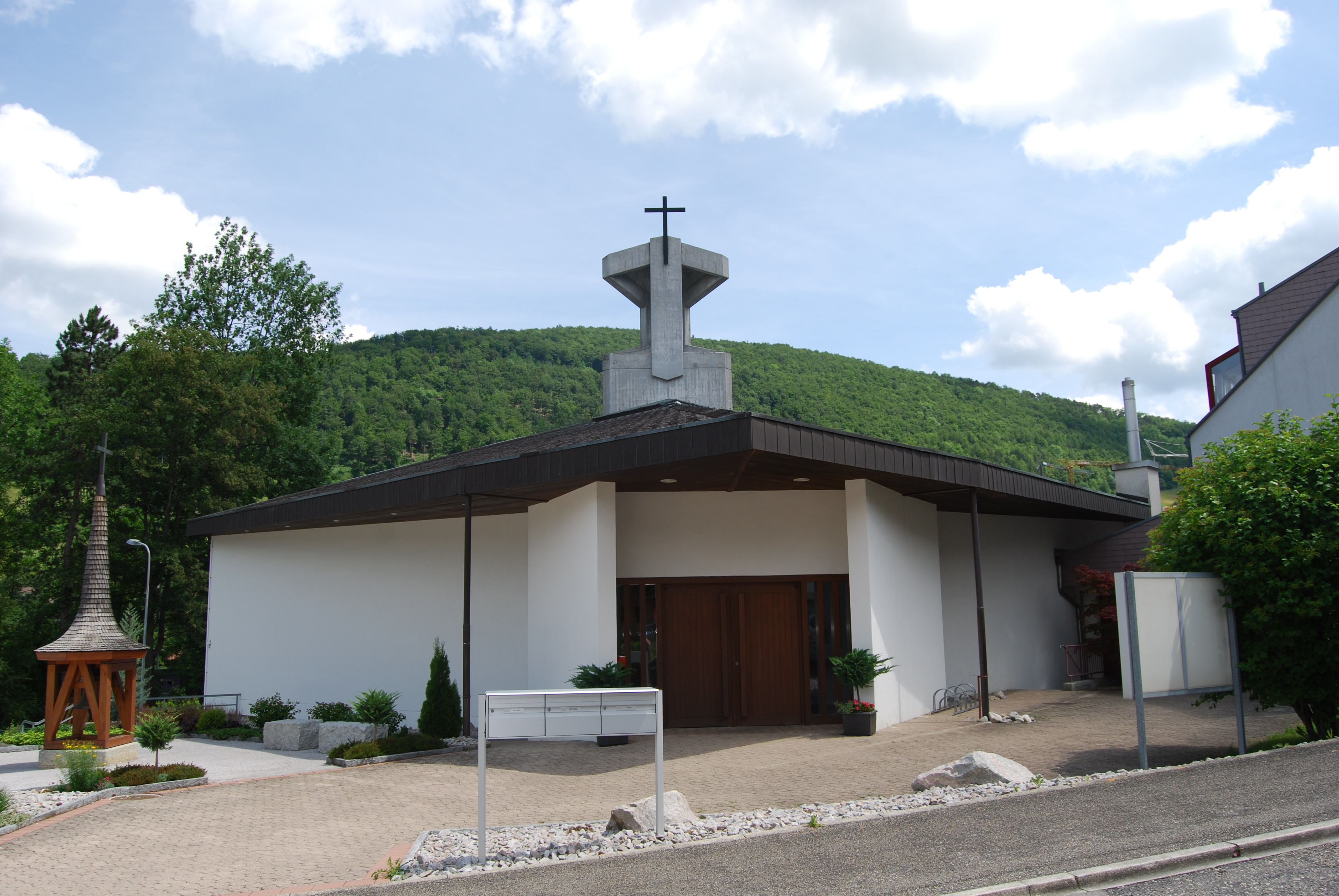
Katholische Kirche
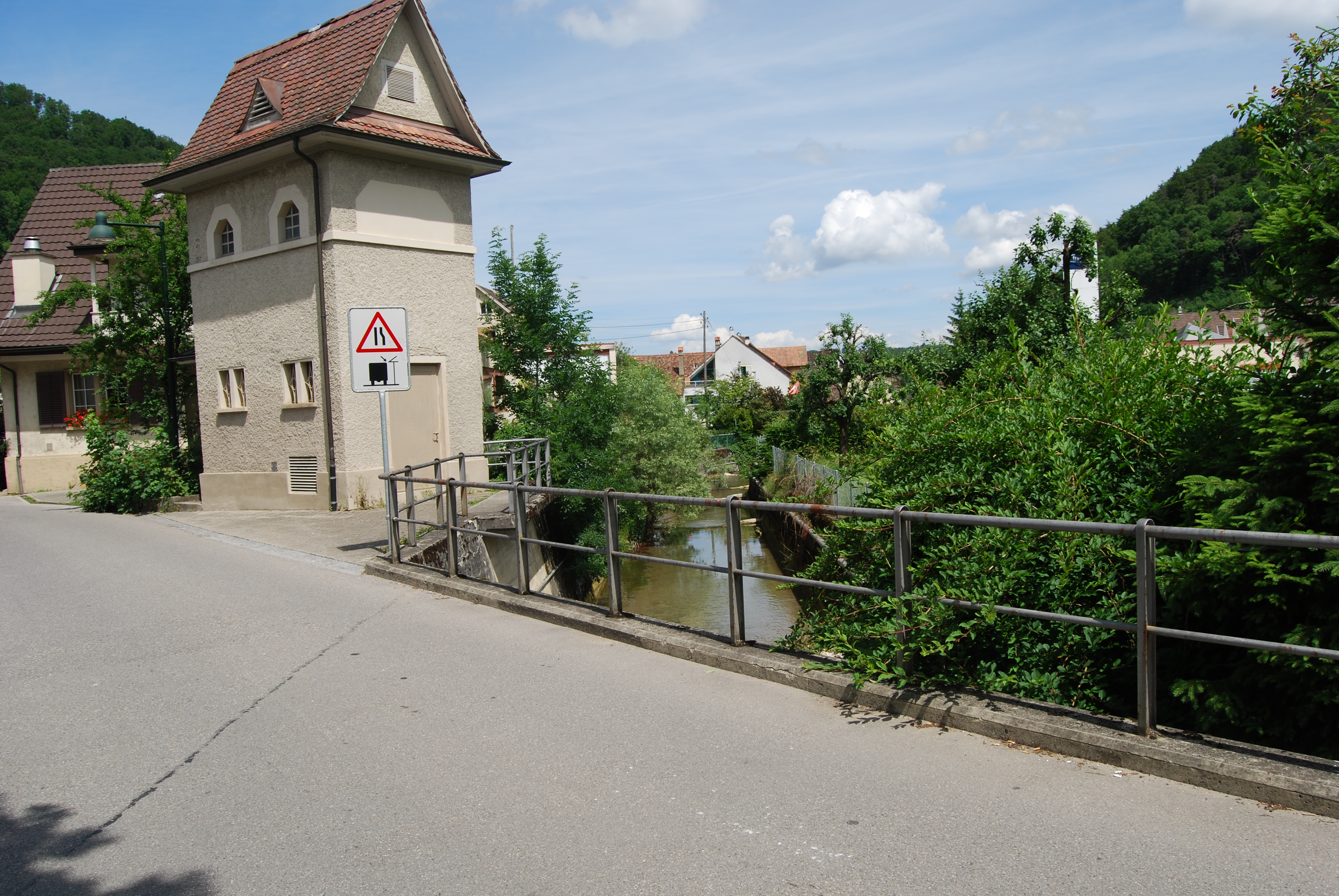
Die Vordere Frenke in Oberdorf
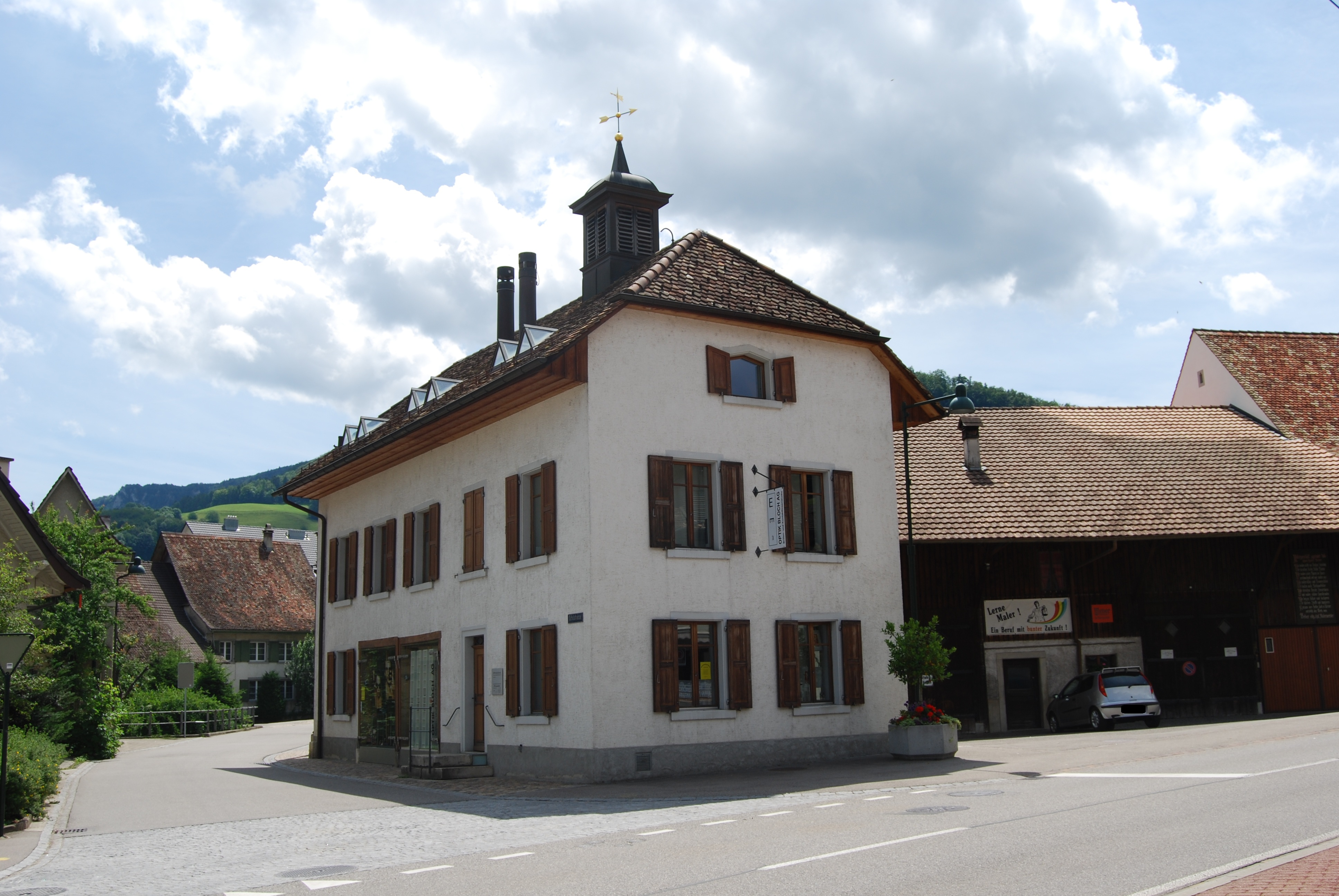
Altes Schulhaus